# Белобрюхая древесная сорока
Белобрюхая древесная сорока (лат. Dendrocitta leucogastra) — вид птиц семейства врановых. Преимущественно плото- и насекомоядная птица длиной до полуметра, распространённая во влажных вечнозелёных горных лесах юга Индостана, эндемик Индии.

## Внешность и голос
Крупная контрастно окрашенная сорока с очень длинным хвостом. Общая длина тела приближается к полуметру (разные источники указывают 48 и 50 см, из которых около 2/3 составляет длина хвоста). Крылья короткие и широкие. Длина крыла 141—157 мм, цевки 32—33 мм, клюва 32—34 мм. Половой диморфизм почти не проявляется, географические варианты отсутствуют.
Клюв мощный, с сильно загнутым надклювьем. Ноги короткие и слабые. Хвост ступенчатый, слегка вогнутый на конце, с очень длинными, расширяющимися к концу центральными перьями; у молодых особей центральные перья хвоста более узкие и короткие, заострённые на конце.
Макушка и голова по бокам, горло и грудь чёрные. Клюв чёрный или тёмно-серый, радужная оболочка глаз красная или красновато-коричневая. Затылок, задняя часть шеи и нижняя часть тела практически полностью белые, за исключением чёрных голеней и тёмно-рыжих кроющих перьев подхвостья. Спина и плечи коричнево-рыжие. Крылья чёрные с белым пятном у основания первичных маховых перьев. Гузки и кроющие перья надхвостья белые. Два центральных пера хвоста серебристо-серые, в последней трети чёрные, остальные, более короткие хвостовые перья чёрные. Ноги тёмно-серые. У молодых особей цвета более тусклые, с бежевой каймой у белых перьев.
Записей голоса белобрюхой древесной сороки к началу XXI века по-видимому не существовало и в целом он был плохо изучен. Голосовые сигналы в целом характерны для всего рода древесных сорок, но у данного вида они более громкие и резкие, чем у индийской древесной сороки, и имеют более «металлический» оттенок. При кормлении белобрюхая древесная сорока издаёт короткое и сухое трещание, завершающееся коротким, по-лягушачьи звучащим кваканием. Также может издавать горловой крик, передаваемый как chuff-chuff-chuff, ритмичное поскрипывание и щёлкающие ноты, переходящие в короткое воркование ko-koo, похожее на голубиное; ещё один голосовой сигнал сравнивают с утиным кряканием. В другом источнике характерные голосовые сигналы передаются как tiktuk tiktuk и kreah kreah. Отмечается сходство голосовых сигналов белобрюхой древесной сороки и райского дронго как возможный продукт мимикрии, связанный с тесным сосуществованием этих двух видов (см. Образ жизни).

## Образ жизни
Оседлый вид, предпочитает густые вечнозелёные леса в возвышенных районах и густые заросли кустарников. Пищу добывает парами или небольшими семейными стаями; белобрюхие древесные сороки в поисках пищи часто присоединяются также к смешанным стаям, прежде всего с райскими дронго. Для полёта характерна резкая скачкообразная траектория, что наблюдается также у серогрудой древесной сороки (Dendrocitta formosae) в Гималаях. Иногда кормится в низких кустах или даже на земле недалеко от гнезда. В рацион входят плоды, семена, нектар, разнообразные беспозвоночные и мелкие рептилии грызуны и гнездящиеся птицы, а также яйца; беспозвоночные и мелкие позвоночные составляют основу рациона.
Строит индивидуальные гнёзда с высокими бортами из колючих прутьев, выложенные более мелкими веточками и корешками; гнёзда располагаются в густых лесных или кустарниковых зарослях вдали от человеческого жилья. Яйца высиживает в феврале-апреле (в основном в марте-апреле). В кладке три-четыре яйца непостоянной окраски, варьирующей от кремовой до зеленоватой и красновато-белой с бурыми отметинами разной формы и величины, внешне больше напоминающих яйца серогрудой, чем индийской древесной сороки.

## Распространение и охранный статус
Эндемик Западных Гат в Южной Индии. Населяет густые вечнозелёные тропические леса, прилегающий к ним вторичный лес, ущелья и районы вокруг заброшенных каучуковых плантаций на высотах от 60 до 1500 м над уровнем моря, распространена в Гоа, на западе Майсура и Тамилнада и на юг от Кералы. Белобрюхих древесных сорок наблюдали также восточнее этих регионов — от Бангалора до Паламанера в южном Андхра-Прадеше, — но в этом районе неизвестны случаи гнездования. В середине XIX века сообщалось о поимке представителя данного вида в Гуджарате, к северо-западу от современного ареала, что может быть как ошибкой, так и свидетельством того, что раньше белобрюхая древесная сорока была более широко распространена в Западной Индии, в том числе в сухих кустарниковых лесах, характерных для Гуджарата.
Ареал белобрюхой древесной сороки пересекается с областью распространения индийской древесной сороки. Хотя первая предпочитает пышный густой лес, а вторая чаще встречается на возделанных площадях с их редкими деревьями, пересечение происходит в местах, где эти среды обитания соприкасаются. Тем не менее внешне белобрюхую древесную сороку легко отличить по белому цвету нижней части тела, гузок и затылка, а также по вспыхивающей окраске первичных маховых перьев.
В пределах своего ограниченного ареала вид достаточно распространён, размер популяции стабильный (точное число птиц неизвестно, но, по-видимому, превышает 10 тысяч взрослых особей), и Международный союз охраны природы определяет белобрюхую древесную сороку как вид, вызывающий наименьшие опасения.